# Parlamento de Burundi
El Parlamento de Burundi es el órgano que ejerce el poder legislativo del gobierno de Burundi. Es una asamblea bicameral, formada por una Asamblea Nacional (cámara baja), que consta de 121 diputados, y un Senado (cámara alta), que consta de 43 senadores.
El partido gobernante Consejo Nacional para la Defensa de la Democracia - Fuerzas para la Defensa de la Democracia (CNDD-FDD) posee mayoría parlamentaria desde las elecciones legislativas de 2005.